# Alpiner Skieuropacup 1994/95
Die Saison 1994/1995 des Alpinen Skieuropacups begann am 1. September 1994 in St. Moritz (SUI) und endete am 11. März 1995 in Villach (AUT). Bei den Herren wurden 30 Rennen gefahren (4 Abfahrten, 7 Super-G, 9 Riesenslaloms, 10 Slaloms), bei den Damen waren es hingegen 33 Rennen (6 Abfahrten, 6 Super-G, 10 Riesenslaloms, 11 Slaloms).

## Europacupwertungen

### Gesamtwertung
| Rang | Name               | Land        | Punkte |
| ---- | ------------------ | ----------- | ------ |
| 1    | Andreas Schifferer | Österreich  | 199    |
| 2    | Patrick Wirth      | Österreich  | 148    |
| 3    | Kilian Albrecht    | Österreich  | 124    |
| 4    | Patrick Staub      | Schweiz     | 110    |
| 4    | Bernhard Bauer     | Deutschland | 110    |
| 6    | Marcel Sulliger    | Schweiz     | 096    |
| 7    | Are Torpe          | Norwegen    | 094    |
| 8    | Sébastien Amiez    | Frankreich  | 092    |
| 9    | Matjaž Vrhovnik    | Slowenien   | 087    |
| 100  | Rainer Salzgeber   | Österreich  | 082    |
| 100  | Christophe Saioni  | Frankreich  | 082    |

| Rang | Name                 | Land               | Punkte |
| ---- | -------------------- | ------------------ | ------ |
| 1    | Karin Köllerer       | Österreich         | 140    |
| 2    | Ylva Nowén           | Schweden           | 119    |
| 2    | Kristina Andersson   | Schweden           | 119    |
| 2    | Kristine Kristiansen | Norwegen           | 119    |
| 5    | Angela Zimmermann    | Deutschland        | 109    |
| 6    | Catherine Borghi     | Schweiz            | 104    |
| 7    | Andrine Flemmen      | Norwegen           | 103    |
| 8    | Corinne Rey-Bellet   | Schweiz            | 093    |
| 9    | Titti Rodling        | Schweden           | 091    |
| 100  | Kristina Koznick     | Vereinigte Staaten | 090    |

### Abfahrt
| Rang | Name               | Land       | Punkte |
| ---- | ------------------ | ---------- | ------ |
| 1    | Andreas Schifferer | Österreich | 70     |
| 2    | Roland Assinger    | Österreich | 41     |
| 3    | Andrei Filitschkin | Russland   | 40     |
| 3    | Rainer Salzgeber   | Österreich | 40     |
| 5    | Maurizio Feller    | Italien    | 35     |
| 5    | Christoph Gruber   | Österreich | 35     |

| Rang | Name                 | Land       | Punkte |
| ---- | -------------------- | ---------- | ------ |
| 1    | Kristine Kristiansen | Norwegen   | 73     |
| 2    | Carole Montillet     | Frankreich | 57     |
| 3    | Andrine Flemmen      | Norwegen   | 56     |
| 4    | Marianne Brechu      | Frankreich | 48     |
| 5    | Warwara Selenskaja   | Russland   | 45     |
| 5    | Leatitia Dalloz      | Frankreich | 45     |

### Super-G
| Rang | Name           | Land       | Punkte |
| ---- | -------------- | ---------- | ------ |
| 1    | Patrick Wirth  | Österreich | 120    |
| 2    | Richard Kröll  | Österreich | 079    |
| 3    | Janne Leskinen | Finnland   | 070    |
| 4    | Marco Hangl    | Schweiz    | 055    |
| 5    | Patrick Holzer | Italien    | 050    |

| Rang | Name                  | Land        | Punkte |
| ---- | --------------------- | ----------- | ------ |
| 1    | Madlen Summermatter   | Schweiz     | 48     |
| 2    | Miriam Vogt           | Deutschland | 47     |
| 3    | Michaela Dorfmeister  | Österreich  | 43     |
| 4    | Alexandra Meissnitzer | Österreich  | 40     |
| 5    | Barbara Merlin        | Italien     | 37     |

### Riesenslalom
| Rang | Name               | Land       | Punkte |
| ---- | ------------------ | ---------- | ------ |
| 1    | Marcel Sulliger    | Schweiz    | 96     |
| 2    | Are Torpe          | Norwegen   | 94     |
| 3    | Andreas Schifferer | Österreich | 89     |
| 4    | Kilian Albrecht    | Österreich | 86     |
| 5    | Christophe Saioni  | Frankreich | 85     |

| Rang | Name                       | Land       | Punkte |
| ---- | -------------------------- | ---------- | ------ |
| 1    | Corinne Rey-Bellet         | Schweiz    | 86     |
| 2    | Catherine Borghi           | Schweiz    | 76     |
| 3    | Karin Köllerer             | Österreich | 71     |
| 4    | Tiziana De Martin Tropanin | Italien    | 70     |
| 5    | Karin Roten                | Schweiz    | 63     |

### Slalom
| Rang | Name             | Land        | Punkte |
| ---- | ---------------- | ----------- | ------ |
| 1    | Bernhard Bauer   | Deutschland | 110    |
| 2    | Matjaž Vrhovnik  | Slowenien   | 087    |
| 3    | Fabio De Crignis | Italien     | 078    |
| 4    | François Simond  | Frankreich  | 077    |
| 4    | Sébastien Amiez  | Frankreich  | 077    |

| Rang | Name               | Land               | Punkte |
| ---- | ------------------ | ------------------ | ------ |
| 1    | Kristina Andersson | Schweden           | 116    |
| 2    | Angela Zimmermann  | Deutschland        | 108    |
| 3    | Titti Rodling      | Schweden           | 091    |
| 4    | Kristina Koznick   | Vereinigte Staaten | 090    |
| 5    | Elfi Eder          | Österreich         | 087    |

## Podestplatzierungen Herren

### Abfahrt
| Datum      | Ort                        | 1. Platz                 | 2. Platz                 | 3. Platz                |
| ---------- | -------------------------- | ------------------------ | ------------------------ | ----------------------- |
| 16.01.1995 | La Thuile (ITA)            | Andreas Schifferer (AUT) | Maurizio Feller (ITA)    | Rainer Salzgeber (AUT)  |
| 17.01.1995 | La Thuile (ITA)            | Rainer Salzgeber (AUT)   | Andreas Schifferer (AUT) | Maurizio Feller (ITA)   |
| 07.03.1995 | Saalbach-Hinterglemm (AUT) | Christoph Gruber (AUT)   | Vincent Blanc (FRA)      | Christian Pichler (AUT) |
| 07.03.1995 | Saalbach-Hinterglemm (AUT) | Andreas Schifferer (AUT) | Roland Assinger (AUT)    | Fritz Strobl (AUT)      |

### Super-G
| Datum      | Ort              | 1. Platz             | 2. Platz                | 3. Platz                 |
| ---------- | ---------------- | -------------------- | ----------------------- | ------------------------ |
| 01.09.1994 | St. Moritz (SUI) | Janne Leskinen (FIN) | Stéphane Exartier (FRA) | Josef Strobl (AUT)       |
| 18.01.1995 | La Thuile (ITA)  | Richard Kröll (AUT)  | Marco Hangl (SUI)       | Patrick Wirth (AUT)      |
| 18.01.1995 | La Thuile (ITA)  | Marco Hangl (SUI)    | Daron Rahlves (USA)     | Patrick Wirth (AUT)      |
| 01.02.1995 | Innsbruck (AUT)  | Patrick Wirth (AUT)  | Janne Leskinen (FIN)    | Fritz Strobl (AUT)       |
| 02.02.1995 | Innsbruck (AUT)  | Patrick Wirth (AUT)  | Fritz Strobl (AUT)      | Janne Leskinen (FIN)     |
| 13.02.1995 | Radstadt (AUT)   | Janne Leskinen (FIN) | Richard Kröll (AUT)     | Patrick Wirth (AUT)      |
| 14.02.1995 | Radstadt (AUT)   | Patrick Wirth (AUT)  | Patrick Holzer (ITA)    | Andreas Schifferer (AUT) |

### Riesenslalom
| Datum      | Ort                   | 1. Platz                | 2. Platz                   | 3. Platz                   |
| ---------- | --------------------- | ----------------------- | -------------------------- | -------------------------- |
| 07.12.1994 | Geilo/Hemsedal (NOR)  | Are Torpe (NOR)         | Andreas Schifferer (AUT)   | Kilian Albrecht (AUT)      |
| 09.01.1995 | Serre Chevalier (FRA) | Christophe Saioni (FRA) | Andreas Schifferer (AUT)   | Massimo Zucchelli (ITA)    |
| 10.01.1995 | Serre Chevalier (FRA) | Yves Dimier (FRA)       | Marcel Sulliger (SUI)      | Gerhard Königsrainer (ITA) |
| 28.01.1995 | Bischofswiesen (GER)  | Christophe Saioni (FRA) | Stephan Eberharter (AUT)   | Tobias Barnerssoi (GER)    |
| 29.01.1995 | Bischofswiesen (GER)  | Tobias Barnerssoi (GER) | Siegfried Voglreiter (AUT) | Andreas Ertl (GER)         |
| 05.02.1995 | Kranjska Gora (SLO)   | Patrick Wirth (AUT)     | Christophe Saioni (FRA)    | Are Torpe (NOR)            |
| 07.02.1995 | Les Arcs (FRA)        | Kilian Albrecht (AUT)   | Marcel Sulliger (SUI)      | Are Torpe (NOR)            |
| 08.02.1995 | Les Arcs (FRA)        | Marcel Sulliger (SUI)   | Tobias Barnerssoi (GER)    | Franck Piccard (FRA)       |
| 10.03.1995 | Villach (AUT)         | Kilian Albrecht (AUT)   | Patrick Staub (SUI)        | Gerhard Königsrainer (ITA) |

### Slalom
| Datum      | Ort                  | 1. Platz                    | 2. Platz               | 3. Platz               |
| ---------- | -------------------- | --------------------------- | ---------------------- | ---------------------- |
| 05.12.1994 | Geilo/Hemsedal (NOR) | Hermann Schiestl (AUT)      | Richard Gravier (FRA)  | Chip Knight (USA)      |
| 06.12.1994 | Geilo/Hemsedal (NOR) | Mika Marila (FIN)           | Hermann Schiestl (AUT) | Gaëtan Llorach (FRA)   |
| 09.12.1994 | Åre (SWE)            | Thomas Fogdö (SWE)          | Bernhard Bauer (GER)   | Matjaž Vrhovnik (SLO)  |
| 10.12.1994 | Åre (SWE)            | Matjaž Vrhovnik (SLO)       | Bernhard Bauer (GER)   | François Simond (FRA)  |
| 12.01.1995 | Champoluc (ITA)      | Matjaž Vrhovnik (SLO)       | François Simond (FRA)  | Patrick Staub (SUI)    |
| 13.01.1995 | Champoluc (ITA)      | Sébastien Amiez (FRA)       | Matjaž Vrhovnik (SLO)  | François Simond (FRA)  |
| 24.01.1995 | Tarvisio (ITA)       | Bernhard Bauer (GER)        | Fabrizio Tescari (ITA) | Patrick Staub (SUI)    |
| 24.01.1995 | Tarvisio (ITA)       | Bernhard Bauer (GER)        | Fabio De Crignis (ITA) | Alois Vogl (GER)       |
| 04.02.1995 | Kranjska Gora (SLO)  | Kiminobu Kimura (JPN)       | Bernhard Bauer (GER)   | Fabio De Crignis (ITA) |
| 11.03.1995 | Villach (AUT)        | Ole Kristian Furuseth (NOR) | Sébastien Amiez (FRA)  | Thomas Sykora (AUT)    |

## Podestplatzierungen Damen

### Abfahrt
| Datum      | Ort              | 1. Platz                   | 2. Platz                   | 3. Platz                   |
| ---------- | ---------------- | -------------------------- | -------------------------- | -------------------------- |
| 05.01.1995 | Tignes (FRA)     | Leatitia Dalloz (FRA)      | Warwara Selenskaja (RUS)   | Kristine Kristiansen (NOR) |
| 05.01.1995 | Tignes (FRA)     | Warwara Selenskaja (RUS)   | Leatitia Dalloz (FRA)      | Carole Montillet (FRA)     |
| 17.01.1995 | Innerkrems (AUT) | Marianne Brechu (FRA)      | Kristine Kristiansen (NOR) | Andrine Flemmen (NOR)      |
| 18.01.1995 | Innerkrems (AUT) | Brigitte Obermoser (AUT)   | Andrine Flemmen (NOR)      | Marianne Brechu (FRA)      |
| 08.02.1995 | Pra-Loup (FRA)   | Bibiana Perez (ITA)        | Mojca Suhadolc (SLO)       | Miriam Vogt (GER)          |
| 08.02.1995 | Pra-Loup (FRA)   | Kristine Kristiansen (NOR) | Carole Montillet (FRA)     | Bibiana Perez (ITA)        |

### Super-G
| Datum      | Ort              | 1. Platz                    | 2. Platz                  | 3. Platz                    |
| ---------- | ---------------- | --------------------------- | ------------------------- | --------------------------- |
| 06.01.1995 | Tignes (FRA)     | Jeanette Lunde (NOR)        | Tatjana Lebedewa (RUS)    | Eleonore Richon (FRA)       |
| 19.01.1995 | Innerkrems (AUT) | Eva Twardokens (USA)        | Caroline Gedde-Dahl (NOR) | Patrizia Bassis (ITA)       |
| 01.02.1995 | Schönried (GER)  | Alexandra Meissnitzer (AUT) | Madlen Summermatter (SUI) | Michaela Gerg (GER)         |
| 02.02.1995 | Schönried (GER)  | Michaela Dorfmeister (AUT)  | Madlen Summermatter (SUI) | Alexandra Meissnitzer (AUT) |
| 09.02.1995 | Pra-Loup (FRA)   | Stefanie Schuster (AUT)     | Alessandra Merlin (ITA)   | Miriam Vogt (GER)           |
| 10.02.1995 | Pra-Loup (FRA)   | Barbara Merlin (ITA)        | Mojca Suhadolc (SLO)      | Isolde Kostner (ITA)        |

### Riesenslalom
| Datum      | Ort                | 1. Platz                       | 2. Platz                         | 3. Platz                         |
| ---------- | ------------------ | ------------------------------ | -------------------------------- | -------------------------------- |
| 15.12.1994 | Gressoney (ITA)    | Corinne Rey-Bellet (SUI)       | Tiziana De Martin Tropanin (ITA) | Ingeborg Helen Marken (NOR)      |
| 16.12.1994 | Gressoney (ITA)    | Corinne Rey-Bellet (SUI)       | Manuela Umele (AUT)              | Tiziana De Martin Tropanin (ITA) |
| 11.01.1995 | Maribor (SLO)      | Karin Roten (SUI)              | Urška Hrovat (SLO)               | Renate Götschl (AUT)             |
| 25.01.1995 | Bardonecchia (ITA) | Ainhoa Ibarra Astelarra (ESP)  | Corinne Rey-Bellet (SUI)         | Martina Fortkord (SWE)           |
| 02.02.1995 | Schönried (GER)    | Madlen Summermatter (SUI)      | Renate Götschl (AUT)             | Sophie Lefranc-Duvillard (FRA)   |
| 03.02.1995 | Schönried (GER)    | Sophie Lefranc-Duvillard (FRA) | Andrine Flemmen (NOR)            | Karin Roten (SUI)                |
| 15.02.1995 | Vysoké Tatry (SVK) | Catherine Borghi (SUI)         | Karin Köllerer (AUT)             | Christiane Mitterwallner (AUT)   |
| 16.02.1995 | Vysoké Tatry (SVK) | Ingeborg Helen Marken (NOR)    | Karin Köllerer (AUT)             | Marcella Biondi (ITA)            |
| 02.03.1995 | Abetone (ITA)      | Urška Hrovat (SLO)             | Ylva Nowén (SWE)                 | Karin Roten (SUI)                |
| 06.03.1995 | Altaussee (AUT)    | Ylva Nowén (SWE)               | Karin Köllerer (AUT)             | Catherine Borghi (SUI)           |

### Slalom
| Datum      | Ort                    | 1. Platz                   | 2. Platz                               | 3. Platz                 |
| ---------- | ---------------------- | -------------------------- | -------------------------------------- | ------------------------ |
| 17.12.1994 | Gressoney (ITA)        | Urška Hrovat (SLO)         | Katja Koren (SLO)                      | Trude Gimle (NOR)        |
| 19.12.1994 | Gressoney (ITA)        | Kristina Andersson (SWE)   | Elisabetta Biavaschi (ITA)             | Laure Pequegnot (FRA)    |
| 20.12.1994 | Gressoney (ITA)        | Elisabetta Biavaschi (ITA) | Titti Rodling (SWE)                    | Angela Zimmermann (GER)  |
| 12.01.1995 | Rogla (SLO)            | Titti Rodling (SWE)        | Claudia Riegler (NZL)                  | Ylva Nowén (SWE)         |
| 13.01.1995 | Rogla (SLO)            | Ylva Nowén (SWE)           | Titti Rodling (SWE)                    | Kristina Andersson (SWE) |
| 21.01.1995 | Bergen (GER)           | Kristina Koznick (USA)     | Trude Gimle (NOR) Marlies Oester (SUI) |                          |
| 17.02.1995 | Krompachy-Plejsy (SVK) | Angela Zimmermann (GER)    | Elisabetta Biavaschi (ITA)             | Kristina Koznick (USA)   |
| 18.02.1995 | Zakopane (POL)         | Elfi Eder (AUT)            | Angela Zimmermann (GER)                | Karin Köllerer (AUT)     |
| 19.02.1995 | Zakopane (POL)         | Elfi Eder (AUT)            | Veronika Kappaurer (AUT)               | Kristina Koznick (USA)   |
| 03.03.1995 | Abetone (ITA)          | Kristina Koznick (USA)     | Kristina Andersson (SWE)               | Elfi Eder (AUT)          |
| 07.03.1995 | Altaussee (AUT)        | Ylva Nowén (SWE)           | Kristina Andersson (SWE)               | Elfi Eder (AUT)          |